# جامعة كيمنتس للتكنولوجيا
جامعة كيمنتس للتكنولوجيا (بالإنجليزية: Chemnitz University of Technology)‏ هي جامعة عامة في ألمانيا تأسست عام 1836.

## إحصائيات
يبلغ عدد طلاب الجامعة 10,850 طالب.

## وصلات خارجية
- الموقع الإلكتروني